# He Ain't Heavy, He's My Brother
He Ain't Heavy, He's My Brother è un singolo di Kelly Gordon del 1969 scritto da Bobby Scott e Bob Russell. 
Il brano è stata reinterpretato negli anni successivi dagli Hollies, la cui versione ebbe grandissimo successo, e molti altri artisti come Neil Diamond (1970), Olivia Newton-John (1975) e Bill Medley (1988). 

## Composizione
Bobby Scott e Bob Russell si conobbero grazie a Johnny Mercer in un nightclub della California. I due riuscirono a collaborare nello scriver la canzone nonostante si fossero incontrati solamente altre tre volte e Russell fosse in punto di morte per via di un linfoma.

## Cover

### Cover degli Hollies
La cover degli Hollies del 1969 ebbe grande successo in tutto il mondo.

### Cover dei Gotthard
Nel 1996 gli svizzeri Gotthard rivisitarono il brano di Kelly Gordon.

### Cover dei Justice Collective
Nel 2012 il supergruppo nato per scopi benefici The Justice People pubblicò una cover del brano.

### Altre cover
- Gli italiani I Ribelli hanno realizzato nel 1970 una versione in italiano del brano, con testo di Mogol, dal titolo Il vento non sa leggere. Il 45 giri, distribuito dalla Dischi Ricordi di Milano, riporta sul lato A la cover di un altro brano famoso, Oh! Darling dei Beatles. La voce di Demetrio Stratos conferisce al brano un sound potente, anche se il testo italiano si discosta completamente dal significato originale della canzone.[3]
- Nel 1970 la traccia venne interpretata da Neil Diamond.
- Nel 1975 He Ain't Heavy, He's My Brother venne interpretata da Olivia Newton-John.
- La canzone è divenuta nuovamente popolare nel tardo 1988, dopo essere stata inserita nel film Rambo III cantata da Bill Medley. La canzone entrò in classifica nel settembre di quell'anno, raggiungendo per due settimane consecutive la vetta della Official Singles Chart e rivelandosi tra i singoli più venduti del 1988.[4]